# タイ・シンクロトロン光研究所
タイ・シンクロトロン光研究所 (タイ語:สถาบันวิจัยแสงซินโครตรอน、英語：Synchrotron Light Research Institute 英略称：SLRI）は、タイ王国 内閣科学技術省管轄の研究所。タイ国立シンクロトロン光源加速器研究センター（NSRC）として、1996年3月5日、ナコーンラーチャシーマー県スラナリー工科大学内に開所した。

## 歴史
1994年、タイ国立研究所は15名の実行委員会を結成し、タイ国内でのシンクロトロン光源加速器建設に向けた研究を開始。1996年3月5日、内閣は『サヤーム・フォトン計画』とその実施機関タイ国立シンクロトロン光源加速器研究センターの設立を承認。日本のSORTEC社から提供されたシンクロトロン施設機材の大部分を購入して、サヤーム光源加速器を建設した。蓄積リングは、後に1.2 GeVのビームエネルギーに耐えられるように改良された。次いで、内閣は2008年2月19日に研究所の設置根拠法令となる「仏暦2551年タイ・シンクロトロン光研究所設置法」を発布。科学技術・環境省管轄下のタイ・シンクロトロン光研究所(SLRI)を設立し、研究センターを監督下においた。

## 略歴
- 1996年‐内閣がタイ国立シンクロトロン光源加速器研究センターの開設を決定。日本のソルテック社から シンクロトロン光源加速器を80億バーツで購入。
- 1998年‐サヤーム光源加速器設置。
- 1999年‐最初の蓄積リング内電子貯蔵に成功。
- 2002年‐光電子分光ビームラインを設置。
- 2003年‐シンクロトロン稼動開始。
- 2005年‐蓄積リングの電子貯蔵能力を改良し、1 GeVから、1.2 GeVに向上。X線吸収分光ビームラインを設置。
- 2006年‐実験棟と共用施設の建設。
- 2007年‐波長変換器（WLS）とヘリウム・クーラント実験。PXビームラインと光電子顕微鏡（PEEM）の設置。
- 2008年‐「仏暦2551年タイ・シンクロトロン光研究所設置法」を発布。
- 2009年‐X線小角散乱（SAXS）ビームライン、赤外分光顕微鏡、X線吸収分光ビームライン(SUT-NANOTEC-SLRI）を設計。光電子顕微鏡（PEEM）の運用試験。

## 所在地

### ナコーンラーチャシーマー本部
- ナコーンラーチャシーマー県ムアンナコーンラーチャシーマー郡 タムボン・スラナーリー マハーウィタヤーライ通り111 シリントーンウィチャチョータイ棟

（อาคารสิรินธรวิชโชทัย 111 ถ. มหาวิทยาลัย ต.สุรนารี อ.เมือง จ.นครราชสีมา 30000）
（研究所はスラナーリー工科大学キャンパス内に位置し、ナコーンラーチャシーマー郊外25ｋｍ。）

### バンコク事務所
- バンコク ラーチャテーウィー区 トゥンパヤータイ地区 ラーマ6世通り 75/47

（75/47 กระทรวงวิทยาศาสตร์และเทคโลโยนี ถนนพระะาม 6 แขวงทุ่งพญาไทย เขตราชเทวี กรุงเทพมหานคร 10400）

## サヤーム光源加速器
サヤーム光源加速器 (タイ語:เครื่องกำเนิดแสงสยามนโครตรอน、英語名：The Siam Photon Source、英語略: SPS）は複合型電子加速器であり、40MeVの線形加速器(LINAC)、1 GeVのブースターシンクロトロン(SYN)、1.2 GeV電子蓄積リング(STR)によって構成される。
熱電子銃によって打ち出された電子は線形加速器(LINAC)の高出力マイクロ波によって40 MeVにまで加速され、低エネルギービーム輸送ライン (LBT) を通じて、ブースターシンクロトロンに射出される。ブースターシンクロトロンの中で1 GeVにまでさらに加速され、高エネルギービーム輸送ライン(HBT)を通じて、蓄積リングに運ばれ、さらに1.2 GeVまで加速する。
研究所では日本から移設されたSORTEC光源加速器を基盤にしており、2010年現在5本のビームラインが稼働。タイでの放射光利用の増加に伴い、ビームラインを18本に増やす計画が進められている。 

## 海外との関係
2000年、日本の高エネルギー加速器研究機構と学術研究協力に関する覚書を締結し、2010年10月に二度目の更新を行った。

## 関連事項
- 科学技術省 (タイ)